# GNV Sirio
Die GNV Sirio ist ein 2004 in Dienst gestelltes Fährschiff der italienischen Reederei Grandi Navi Veloci. Sie wird auf der Strecke von Genua nach Palermo eingesetzt.

## Geschichte
Die GNV Sirio entstand unter der Baunummer 6113 bei Fincantieri in Castellammare di Stabia und lief am 24. Januar 2004 unter dem Namen Nuraghes vom Stapel. Die Ablieferung an Tirrenia erfolgte am 5. Juli 2004. Am 15. Juli nahm das Schiff den Fährdienst von Civitavecchia nach Olbia auf.
Am 21. Juni 2006 kollidierte die Nuraghes in Olbia mit der italienischen Fähre Moby Fantasy. Die Moby Fantasy erlitt hierbei erhebliche Beschädigungen am Bug, während der Rumpf der Nuraghes auf Höhe des Autodecks über mehrere Meter aufgerissen wurde. Personenschäden entstanden auf beiden Schiffen nicht. Am 30. Juni traf die Nuraghes für Reparaturarbeiten in Neapel ein.
Zur Saison 2017 erhielt das Schiff eine auffällige neue Rumpfbemalung mit Wonder-Woman-Motiven.
Anfang 2023 ging das Schiff in den Besitz von Moby Lines über und wurde in Moby Vinci umbenannt.
Anfang 2024 wurde das Schiff an die Reederei Grandi Navi Veloci verkauft, die es als GNV Sirio zwischen Genoa und Porto Torres einsetzen will.

## Ausstattung
Das RoPax-Schiff hat eine Bar sowie eine Station für Handyaufladung und WLAN an Bord. An Bord gibt es 2- oder 4-Bett-Kabinen. Zudem bietet die GNV Sirio Schlafsessel für Passagiere ohne Kabine. An Bord des Schiffes gibt es außerdem einen Raum mit Videospielautomaten und einen Spielebereich für Kinder. Die Moby Vinci hat zwei Restaurants und eine Lounge an Bord.

## Schwesterschiff
Das Schwesterschiff der GNV Sirio ist die GNV Auriga, die ebenfalls bei GNV fährt.